# Проспер из Чентурипе
Проспе́р — святой мученик, воин. День памяти — 19 сентября.
Местное предание в Чентурипе описывает святого Проспера как римского воина, о жизни которого не сохранилось никаких достоверных сведений. С момента прибытия в город мощей святого Проспера из катакомб святого Каллиста он почитается покровителем Чентурипе.